# Itame disparata
Itame disparata là một loài bướm đêm trong họ Geometridae.